# Karl Friedrich (Baden)

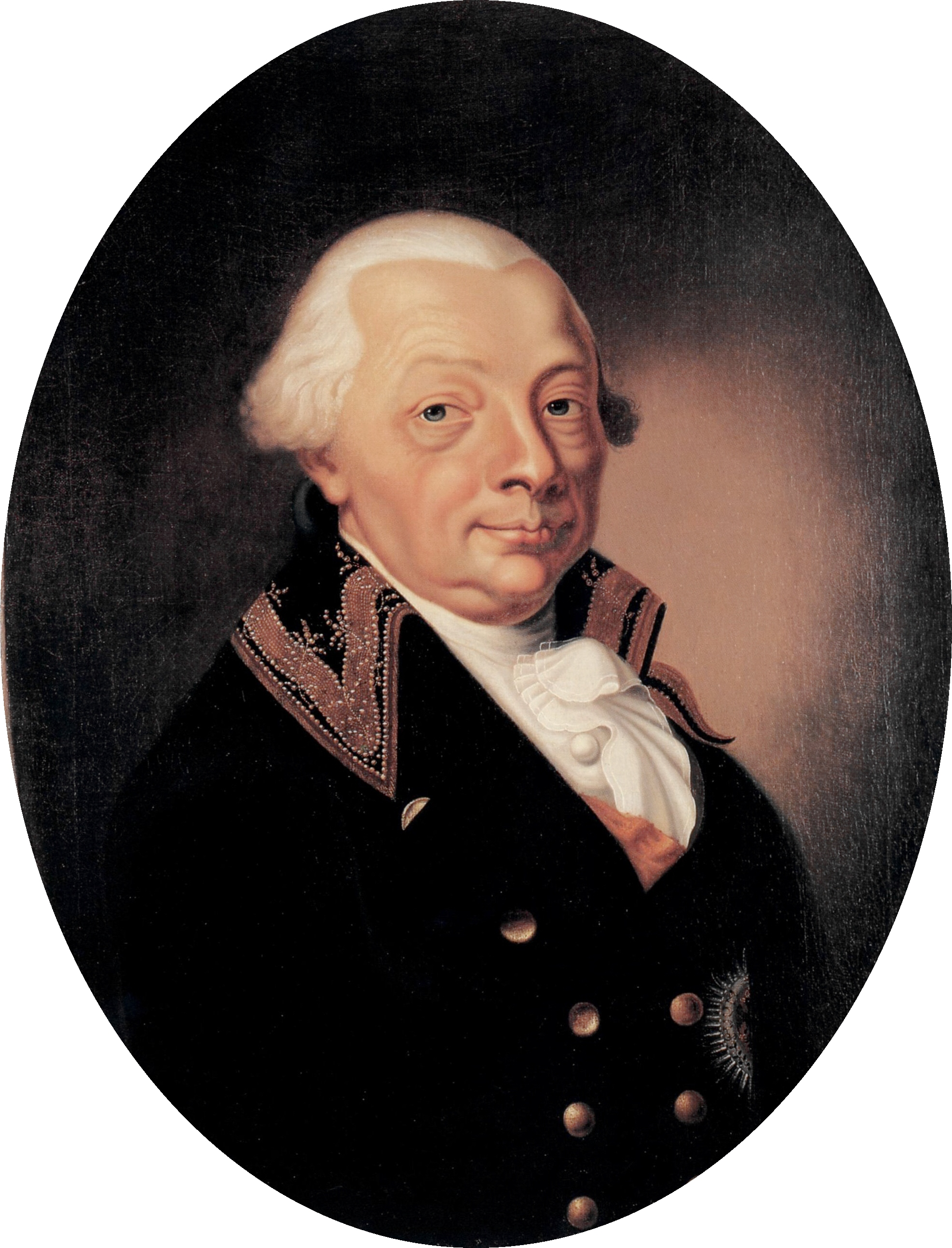
Porträt des Kurfürsten Karl Friedrich von Baden, gemalt 1803 von Johann Ludwig Kisling

Karl Friedrich von Baden (* 22. November 1728 in Karlsruhe; † 10. Juni 1811 ebenda) war Markgraf von Baden-Durlach (1738–1771), Markgraf von Baden (1771–1803), Kurfürst des Heiligen Römischen Reiches (1803–1806) und erster Großherzog von Baden (1806–1811).
Mit 73 Jahren Amtszeit ist er einer der am längsten regierenden Monarchen der Geschichte.

## Leben

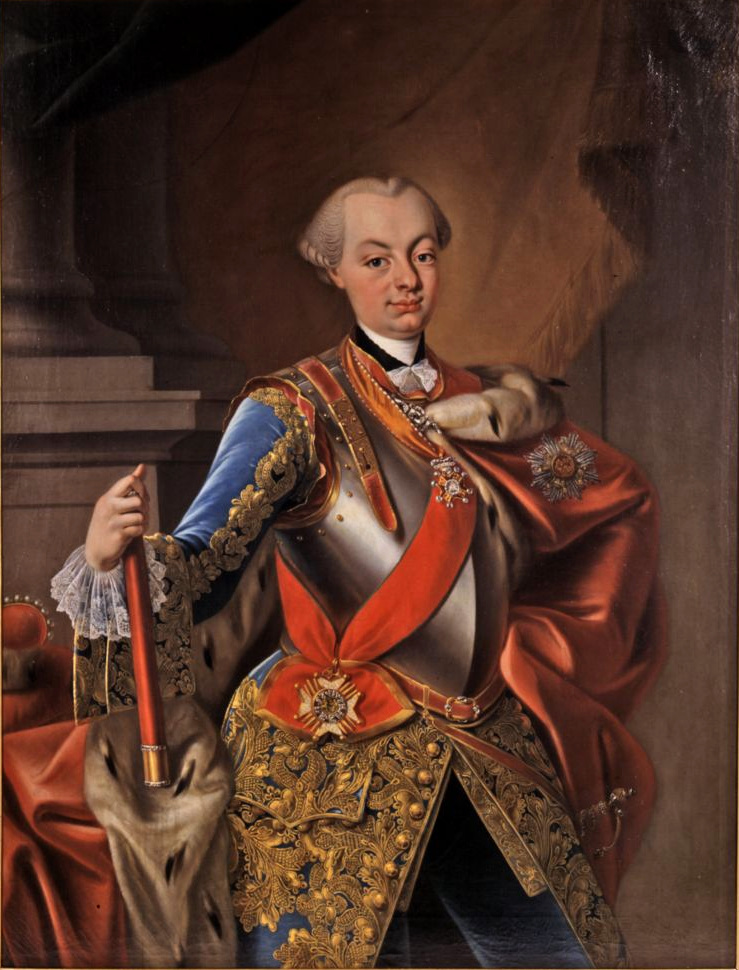
Bildnis als Markgraf, vermutlich um 1746–1750 von Philipp Heinrich Kisling gemalt

Karl Friedrich war der Sohn des Erbprinzen Friedrich von Baden-Durlach und dessen Ehefrau Anna Charlotte Amalie von Nassau-Dietz-Oranien, der Tochter des Prinzen Wilhelm Friso von Nassau-Dietz-Oranien.
Nachdem sein Vater 1732 verstorben war und da die Mutter unter einer Gemütskrankheit litt, übernahm die Großmutter, Markgräfin Magdalena Wilhelmine von Württemberg, die Erziehung Karl Friedrichs und seines Bruders Wilhelm Ludwig. 1738 folgte er seinem verstorbenen Großvater Karl III. als Markgraf nach. Aufgrund seines Alters regierte er zunächst nicht selbst, sondern blieb unter Vormundschaft seiner Großmutter und seines Onkels Karl August von Baden-Durlach. Seine höhere Ausbildung erhielt Karl Friedrich an der Académie de Lausanne 1743–1745. 1745/46 führten ihn Reisen nach Paris und in die Niederlande, wo er bei seinem Onkel Wilhelm Carl Heinrich Friso, dem späteren Erbstatthalter der Vereinigten Provinzen der Niederlande, lebte.
Am 13. Oktober 1746 erfolgte die kaiserliche Mündigkeitserklärung, und Karl Friedrich übernahm die Regierung als Markgraf von Baden-Durlach. Karl Friedrich kehrte über die Fürstenhöfe in Kassel und Darmstadt nach Karlsruhe zurück und übernahm am 22. November 1746, seinem 18. Geburtstag, formal die Regentschaft, wobei er sich – nach Andeutungen in der Literatur – bis nach seiner Heirat 1751 wenig um die Regierung kümmerte.
Zu Beginn des Jahres 1747 kursierten Gerüchte, wonach Karl Friedrich sich dem Katholizismus zuwenden wolle. Dies und Nachrichten über einen losen Lebenswandel (Kartenspiel und amouröse Abenteuer) veranlassten seinen Onkel Wilhelm Carl Heinrich Friso zu Mahnungen, eine geplante Italienreise zu verschieben und sich nicht die Aussichten auf eine „gute Partie“ zu verderben.
Im August 1747 begab er sich zu einem weiteren Besuch in die Niederlande und anschließend nach England, wo er an der Parlamentseröffnung teilnahm. 1748 kehrte er über die Niederlande in die Heimat zurück, wo er nun auch das Oberland besuchte. Zu Beginn des Jahres 1749 warb er um die Hand der Karoline Luise von Hessen-Darmstadt, Tochter des Landgrafen Ludwig VIII. von Hessen-Darmstadt, und im Oktober wurde der Ehepakt zwischen den Fürstenhäusern geschlossen.
Das Haus Baden-Durlach war zufrieden, den Regenten, der im Dezember Vater eines unehelichen Kindes aus der Beziehung mit Elise Barbara Schlutter werden sollte, standesgemäß verheiratet zu haben. Das Haus Hessen-Darmstadt war ebenfalls erfreut, einen standesgemäßen Gemahl für Karoline Luise gefunden zu haben, nachdem sie bereits mehrfach Bewerber abgelehnt hatte. Ursprünglich war es eine Konvenienzehe, die aber zwei außergewöhnliche Menschen zusammenbrachte und offenbar zu einem glücklichen Eheverhältnis führte – auch wenn die Geschichtsschreibung durch badische Hofbeamte teilweise einen Schleier über die Verhältnisse legt. Nach dem Ehepakt kam am 18. Dezember 1749 zunächst der uneheliche Sohn auf die Welt, und das Haus Baden-Durlach arrangierte im Januar 1750 eine Ehe zwischen Elise Barbara Schlutter und dem Oberjäger Johannes Mono. Von Mitte Januar bis Mitte September begab sich Karl Friedrich nach Italien, um die lang geplante Reise zu unternehmen, und frönte dort einem so verschwenderischen Lebenswandel, dass sich sein Hofratspräsident Friedrich Johann Emich von Üxküll-Gyllenband zu einer Ermahnung seines Fürsten veranlasst sah. Am 28. Januar 1751 fand dann endlich die Hochzeit statt, aber im Mai brach Karl Friedrich – ohne Ehefrau – zu seiner zweiten Englandreise auf, von der er erst im September zurückkehrte. Von da an scheint sich Karl Friedrich ernsthaft mit der Regierung seines Landes beschäftigt zu haben.
1771 erbte er die seit 1515 bzw. 1535 von der „bernhardinischen Linie“ regierte Markgrafschaft Baden-Baden und führte die beiden Markgrafschaften zur Markgrafschaft Baden zusammen.
Er gilt als Musterbeispiel eines aufgeklärten absolutistischen Herrschers, förderte in seiner langen Regierungszeit Schulen und Universitäten, Rechtsprechung, Verwaltung, Wirtschaft und Landwirtschaft, Kultur und Städtebau. Verdienste erwarb er sich vor allem um die Reorganisation der Ruprecht-Karls-Universität Heidelberg, die seither den Beinamen „Karl“ ihm zu Ehren führt. Er schaffte 1767 die Folter und 1783 die Leibeigenschaft ab. 1809 erließ er das fortschrittliche Badische Judenedikt. Auf seine Initiative gehen die Gründungen der Schmuck- und Uhrenindustrie und der ersten „Zeichenschule für Handwerker“ (1767) in Pforzheim zurück. Um 1780 brachte Karl Friedrich den Gutedel-Wein aus dem schweizerischen Vevey ins Markgräflerland.
Infolge des Reichsdeputationshauptschlusses von 1803 wurde Karl Friedrich Kurfürst und ab 1806 Großherzog des neuen und stark vergrößerten Baden. Durch die Politik des Ministers Sigismund Freiherr von Reitzenstein konnten die rechtsrheinischen Teile der Kurpfalz sowie Teile der Hochstifte Konstanz, Basel, Straßburg und Speyer, 1805 der Breisgau und die Ortenau für Baden gewonnen werden. Im Jahr 1806 trat Baden dem Rheinbund bei.
Karl Friedrich war Mitglied einer englischen Freimaurerloge und Ehrenmitglied der Loge Carl zur Eintracht in Mannheim, deren Name jedoch nicht etwa auf ihn, sondern auf den pfälzisch-bayerischen Kurfürsten Karl Theodor zurückgeht.

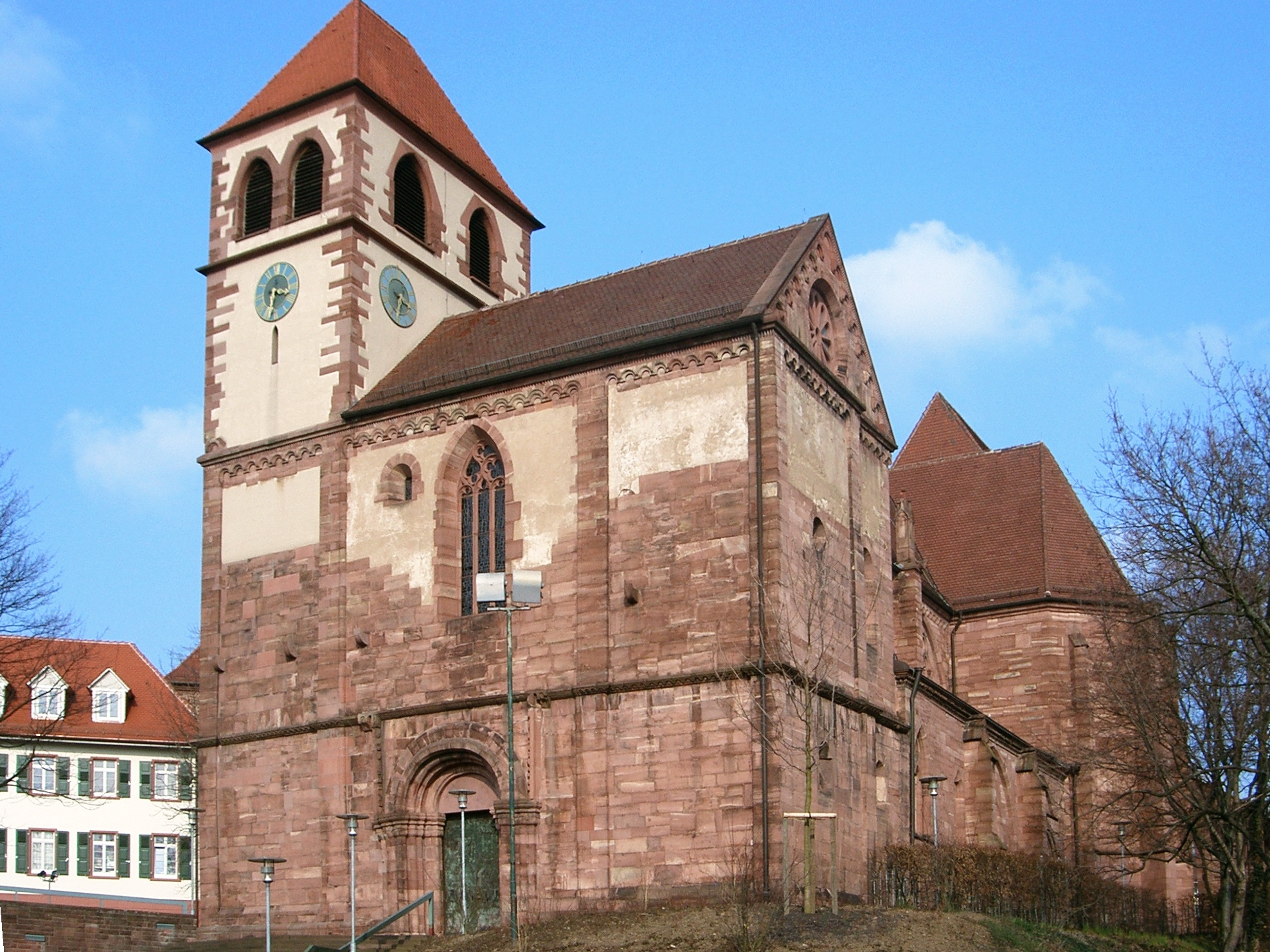
Stiftskirche St. Michael, Spätromanische Vorhalle und Turm, Pforzheim

Sein Grab befindet sich in der Schloss- und Stiftskirche St. Michael in Pforzheim. Die Kroninsignien der Großherzöge von Baden (Zepter und Schwert) wurden, wie die Krone, zur Beisetzung des Großherzogs im Jahr 1811 in aller Eile hergestellt.

## Ehen und Nachkommen
Aus seiner unehelichen Beziehung mit Elise Barbara Schlutter hatte Karl Friedrich einen Sohn
- Carl Friedrich Hermann von Freystedt (* 18. Dezember 1749; † 20. Dezember 1795)

In erster Ehe heiratete Karl Friedrich am 28. Januar 1751 Karoline Luise von Hessen-Darmstadt, Tochter des Landgrafen Ludwig VIII. von Hessen-Darmstadt. Aus der Ehe gingen folgende Kinder hervor:
- Karl Ludwig (* 14. Februar 1755; † 16. Dezember 1801), Erbprinz von Baden ⚭ 15. Juli 1774 Amalie von Hessen-Darmstadt (* 20. Juni 1754; † 21. Juli 1832),
- Friedrich (* 29. August 1756; † 28. Mai 1817) ⚭ 9. Dezember 1791 Christiane Luise (* 16. August 1776; † 19. Februar 1829), Tochter des Herzogs Friedrich August von Nassau-Usingen
- Ludwig (* 9. Februar 1763; † 30. März 1830) Lebensgemeinschaft mit Katharina Werner (1799–1850), ab 1826 Gräfin Katharina von Langenstein und Gondelsheim, drei Kinder; Großherzog vom 8. Dezember 1818 bis 30. März 1830
- Sohn (* 29. Juli 1764; † 29. Juli 1764)
- Luise (* 8. Januar 1767; † 11. Januar 1767)

In zweiter, morganatischer Ehe heiratete Karl Friedrich am 24. November 1787 Luise Karoline Geyer von Geyersberg, Tochter des Freiherrn Ludwig Heinrich Philipp Geyer von Geyersberg, die aus diesem Grund den Titel Freifrau von Hochberg erhielt, 1796 dann zur Reichsgräfin von Hochberg erhoben wurde. Aus der Ehe gingen folgende Kinder hervor, von denen nach dem Aussterben des badischen Hauses im Mannesstamm trotz zunächst (bis 1818) fehlender Erbberechtigung der älteste Sohn Leopold 1830 Großherzog von Baden wurde:
- Leopold (* 29. August 1790; † 24. April 1852), Großherzog von Baden
- Wilhelm (* 8. April 1792; † 11. Oktober 1859)
- Friedrich Alexander (* 10. Juni 1793; † 18. Juni 1793)
- Amalie (* 26. Januar 1795; † 14. September 1869) ⚭ 19. April 1818 Fürst Karl Egon II. zu Fürstenberg
- Maximilian Friedrich Johann Ernst (* 8. Dezember 1796; † 6. März 1882)

## Vorfahren
|  |                                                              |  |  |  |  |  |  |  |  |  |  |  |  |
|  | Friedrich VII. Magnus Markgraf von Baden-Durlach (1647–1709) |  |  |  |  |  |  |  |  |  |  |  |  |
|  |                                                              |  |  |  |  |  |  |  |  |  |  |  |  |
|  |                                                              |  |  |  |  |  |  |  |  |  |  |  |  |
|  | Karl III. Wilhelm Markgraf von Baden-Durlach (1679–1738)     |  |  |  |  |  |  |  |  |  |  |  |  |
|  |                                                              |  |  |  |  |  |  |  |  |  |  |  |  |
|  |                                                              |  |  |  |  |  |  |  |  |  |  |  |  |
|  | Augusta Maria von Schleswig-Holstein-Gottorf (1649–1728)     |  |  |  |  |  |  |  |  |  |  |  |  |
|  |                                                              |  |  |  |  |  |  |  |  |  |  |  |  |
|  |                                                              |  |  |  |  |  |  |  |  |  |  |  |  |
|  | Friedrich Erbprinz von Baden (1703–1732)                     |  |  |  |  |  |  |  |  |  |  |  |  |
|  |                                                              |  |  |  |  |  |  |  |  |  |  |  |  |
|  |                                                              |  |  |  |  |  |  |  |  |  |  |  |  |
|  | Wilhelm Ludwig Herzog von Württemberg (1647–1677)            |  |  |  |  |  |  |  |  |  |  |  |  |
|  |                                                              |  |  |  |  |  |  |  |  |  |  |  |  |
|  |                                                              |  |  |  |  |  |  |  |  |  |  |  |  |
|  | Magdalena Wilhelmine von Württemberg (1677–1742)             |  |  |  |  |  |  |  |  |  |  |  |  |
|  |                                                              |  |  |  |  |  |  |  |  |  |  |  |  |
|  |                                                              |  |  |  |  |  |  |  |  |  |  |  |  |
|  | Magdalena Sibylla von Hessen-Darmstadt (1652–1712)           |  |  |  |  |  |  |  |  |  |  |  |  |
|  |                                                              |  |  |  |  |  |  |  |  |  |  |  |  |
|  |                                                              |  |  |  |  |  |  |  |  |  |  |  |  |
|  | Karl Friedrich Großherzog von Baden                          |  |  |  |  |  |  |  |  |  |  |  |  |
|  |                                                              |  |  |  |  |  |  |  |  |  |  |  |  |
|  |                                                              |  |  |  |  |  |  |  |  |  |  |  |  |
|  | Heinrich Casimir II. von Nassau-Dietz, (1657–1696)           |  |  |  |  |  |  |  |  |  |  |  |  |
|  |                                                              |  |  |  |  |  |  |  |  |  |  |  |  |
|  |                                                              |  |  |  |  |  |  |  |  |  |  |  |  |
|  | Johann Wilhelm Friso von Nassau-Dietz (1687–1711)            |  |  |  |  |  |  |  |  |  |  |  |  |
|  |                                                              |  |  |  |  |  |  |  |  |  |  |  |  |
|  |                                                              |  |  |  |  |  |  |  |  |  |  |  |  |
|  | Henriette Amalie von Anhalt-Dessau (1666–1726)               |  |  |  |  |  |  |  |  |  |  |  |  |
|  |                                                              |  |  |  |  |  |  |  |  |  |  |  |  |
|  |                                                              |  |  |  |  |  |  |  |  |  |  |  |  |
|  | Anna von Nassau-Dietz-Oranien (1710–1777)                    |  |  |  |  |  |  |  |  |  |  |  |  |
|  |                                                              |  |  |  |  |  |  |  |  |  |  |  |  |
|  |                                                              |  |  |  |  |  |  |  |  |  |  |  |  |
|  | Karl Landgraf von Hessen-Kassel (1654–1730)                  |  |  |  |  |  |  |  |  |  |  |  |  |
|  |                                                              |  |  |  |  |  |  |  |  |  |  |  |  |
|  |                                                              |  |  |  |  |  |  |  |  |  |  |  |  |
|  | Marie Luise von Hessen-Kassel (1688–1765)                    |  |  |  |  |  |  |  |  |  |  |  |  |
|  |                                                              |  |  |  |  |  |  |  |  |  |  |  |  |
|  |                                                              |  |  |  |  |  |  |  |  |  |  |  |  |
|  | Amalia von Kurland (1653–1711)                               |  |  |  |  |  |  |  |  |  |  |  |  |
|  |                                                              |  |  |  |  |  |  |  |  |  |  |  |  |
|  |                                                              |  |  |  |  |  |  |  |  |  |  |  |  |

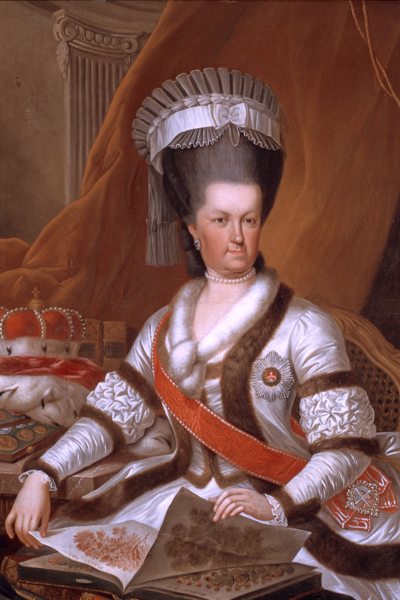
1. Ehefrau: Markgräfin Karoline Luise von Baden (1723–1783)
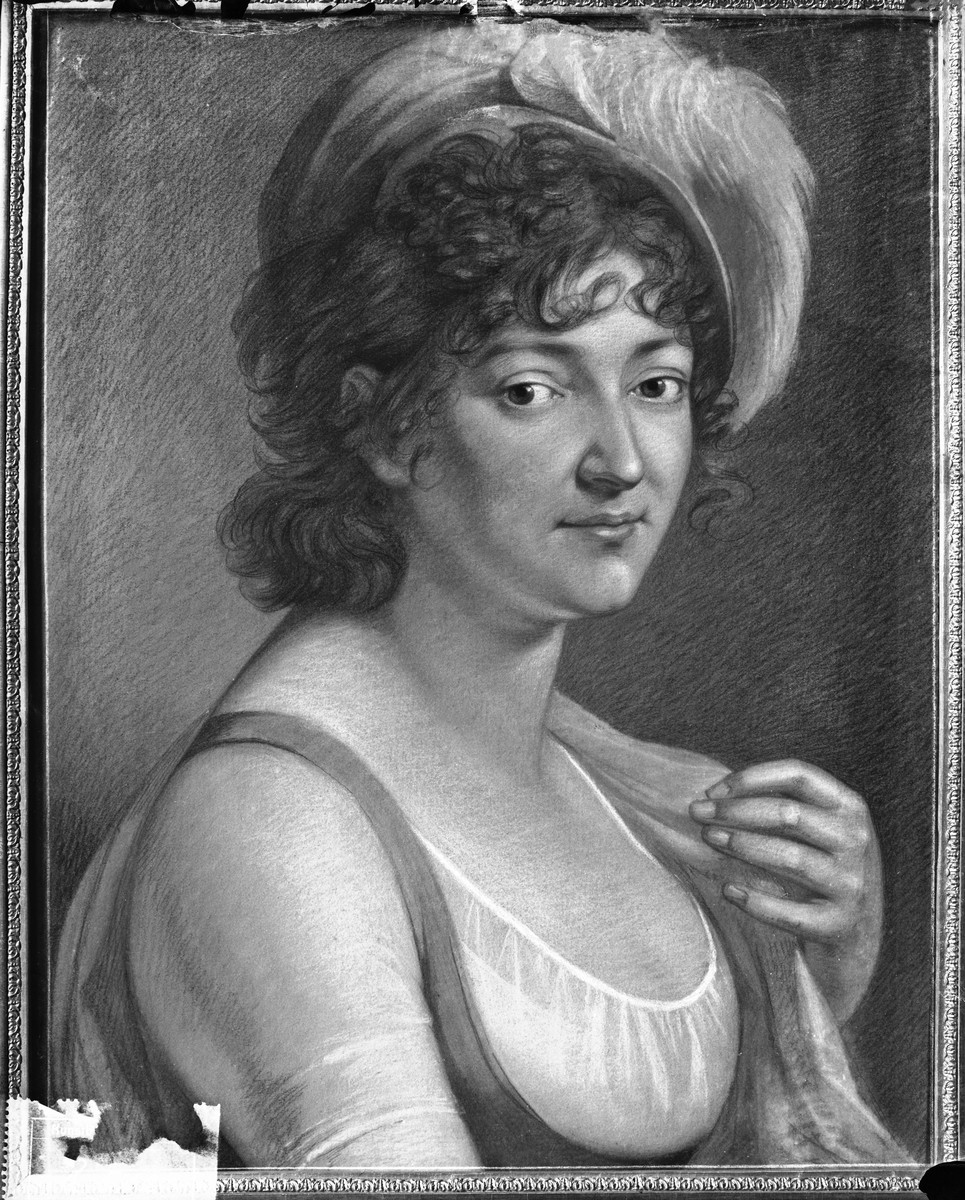
2. Ehefrau: Luise Karoline Gräfin von Hochberg (1768–1820)

## Die vormundschaftliche Regierung 1738–1746

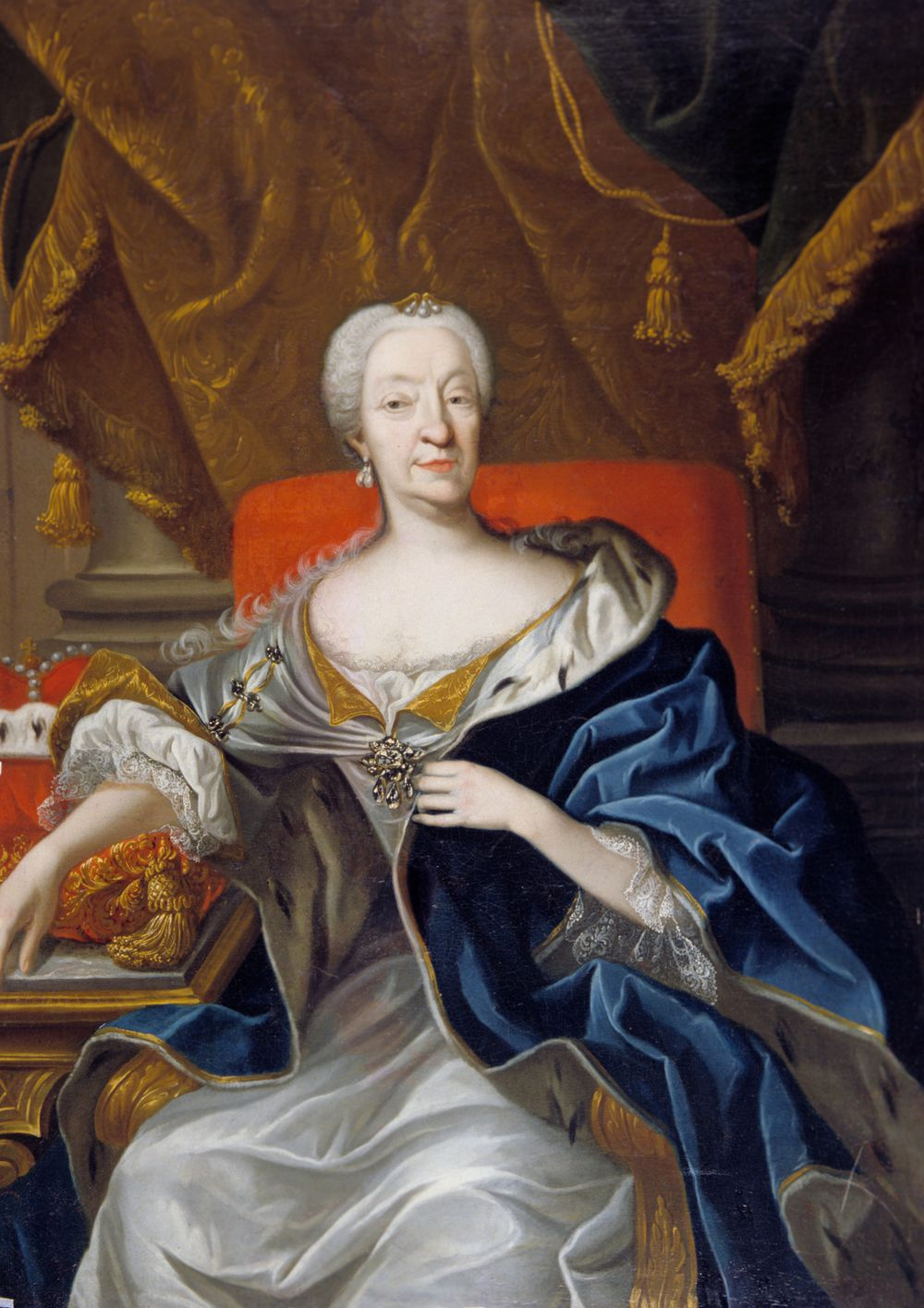
Porträt Magdalena Wilhelmines im Schloss Ludwigsburg

Nach dem Tod des Großvaters, Karl III. Wilhelm am 12. Mai 1738 übernahm die Großmutter, Markgräfin Magdalena Wilhelmine von Württemberg – zusammen mit dem ältesten Agnaten, Karl August von Baden-Durlach, die vormundschaftliche Regierung bis zu ihrem Tod am 30. Oktober 1742.
1742 bis 1744 wirkte Markgraf Karl Wilhelm Eugen von Baden-Durlach, der Bruder von Karl August, an der vormundschaftlichen Regierung mit. Bereits 1736 hatte Karl III. Wilhelm in seinem Testament die Vormundschaft bestimmt, wobei er jedoch das Geheimratskollegium beiordnete und Entscheidungen an eine Stimmenmehrheit der Geheimräte und geheimen Hofräte gebunden hatte. Hofratspräsident Friedrich Johann Emich von Üxküll-Gyllenband kam daher eine wichtige Stellung zu.
Bei wichtigen Entscheidungen waren zudem als Testaments-Exekutoren der Markgraf von Baden-Baden, August Georg und der Landgraf von Hessen-Darmstadt Ludwig VIII. beizuziehen.
1740 konnten Rechte der Kurpfalz auf Pforzheim und weitere Orte von Kurfürst Karl III. abgekauft werden.
1741 gelang es mit Maria Theresia einen Vergleich abzuschließen, in dem diese auf alle Hoheits- und Lehensansprüche bzgl. der Landgrafschaft Sausenberg, sowie der Herrschaften Rötteln und Badenweiler verzichtete. Hierfür und für den österreichischen Anteil an Grenzach bezahlte die Markgrafschaft 230.000 Gulden.

## Die Entwicklung Badens unter Karl Friedrich

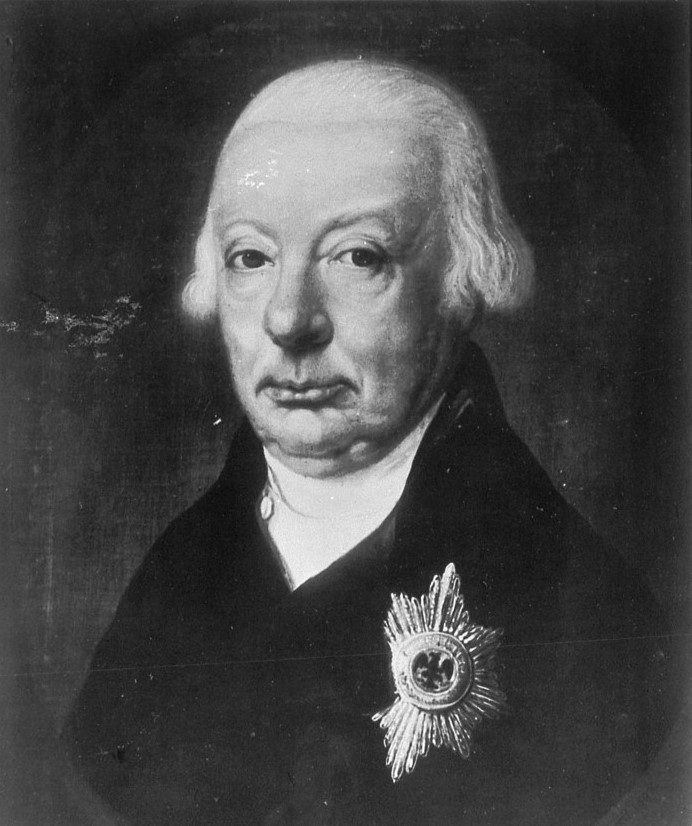
Bildnis als Kurfürst

Zu Beginn seiner Regentschaft (1746) hatte die Markgrafschaft Baden-Durlach weniger als 90.000 Einwohner und ein Gebiet von 29 Quadratmeilen (~ 1.631 km2). Bei seinem Tode (1811) umfasste das Großherzogtum Baden 260 Quadratmeilen (~ 14.622 km2) mit ca. 930.000 Einwohnern.
Der 18-jährige Markgraf übernahm eines der vielen kleinen und zersplitterten Herrschaftsgebiete, die zusammen das deutsche Reich bildeten; der 83-jährige Großherzog starb als in ganz Europa angesehener, aufgeklärter Souverän eines mittelgroßen Fürstentums, das als „badisches Musterländle“ galt.
Seine Regierung entsprach seinem Wahlspruch Moderate et prudenter – mit Maß und Vernunft.

### Territoriale Entwicklung
Die gewaltige territoriale Umgestaltung Badens erfolgte in mehreren Schritten:
- 1771 – Wiedervereinigung der beiden badischen Markgrafschaften, Baden-Durlach und Baden-Baden zur Markgrafschaft Baden
- 1796 – Sonderfriede der Markgrafschaft Baden mit Frankreich und Verlust der linksrheinischen Gebiete
- 1803 – der Reichsdeputationshauptschluss gliederte Baden mediatisierte Reichsstädte, sowie zahlreiche säkularisierte geistliche Gebiete ein
- 1805 – im Pressburger Frieden wurde die Übergabe des ehemals vorderösterreichischen Breisgau an Baden festgelegt
- 1806 – die Rheinbundakte fügt Baden weitere Gebiete, darunter den Großteil des Fürstentums Fürstenberg, hinzu
- 1803–1814 schloss Baden mit zahlreichen Nachbarn Tauschverträge ab, die das Gebiet arrondieren sollten

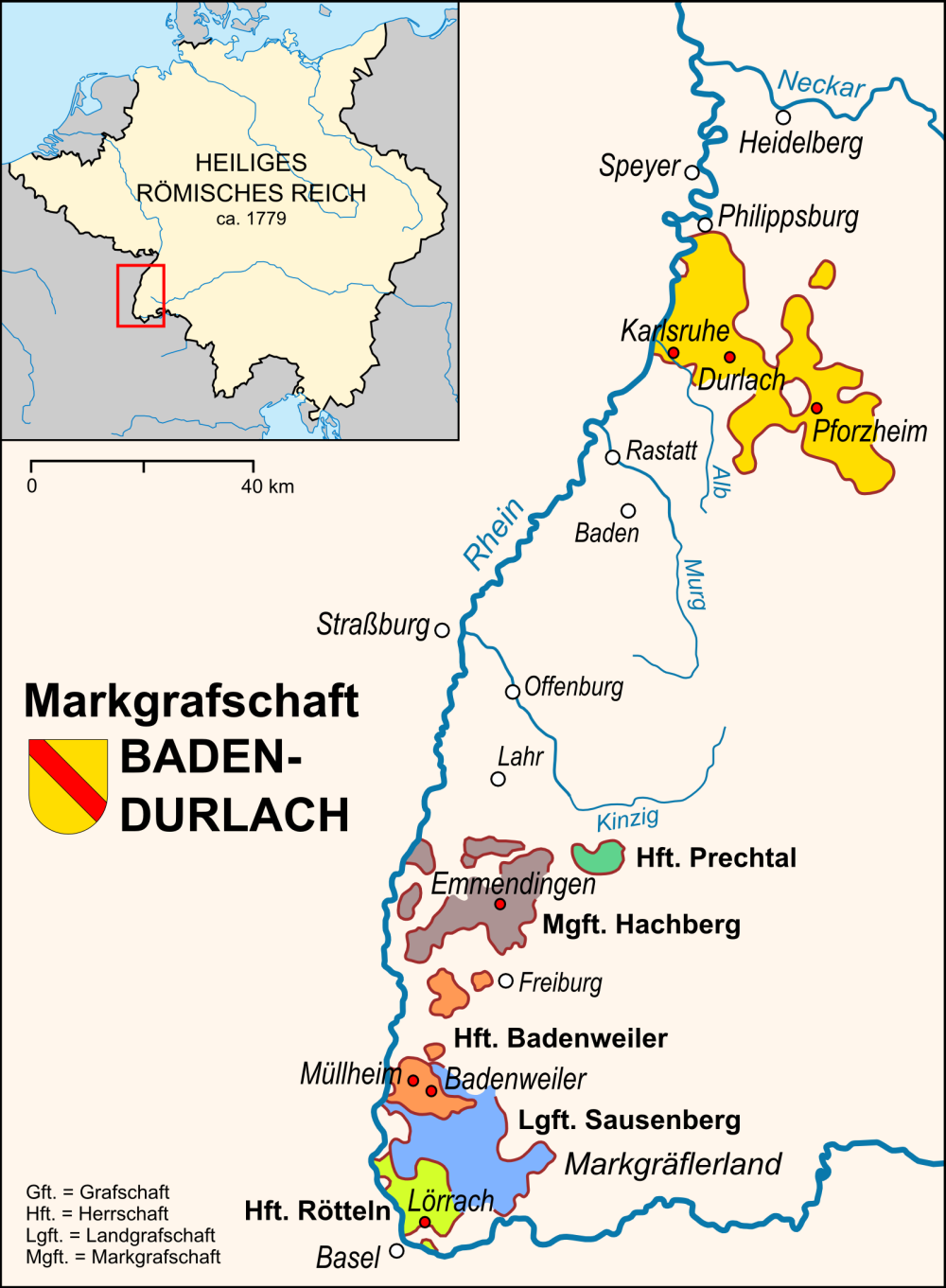
Markgrafschaft Baden-Durlach 1535 bis 1771
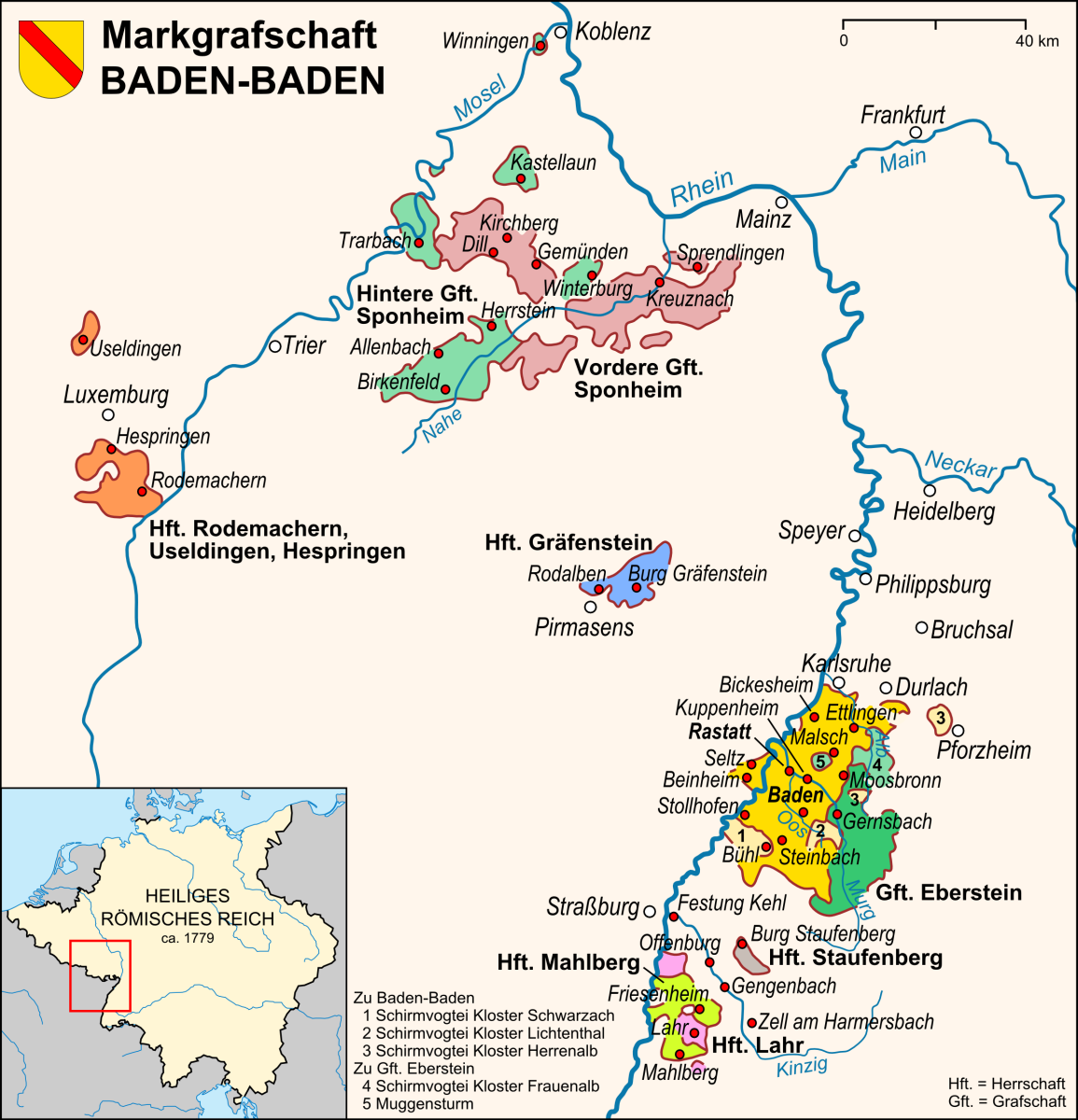
Markgrafschaft Baden-Baden 1535 bis 1771
Kurfürsten-/Großherzog- tum Baden 1803–1819

#### Die Wiedervereinigung
1515 hatten zunächst die Söhne von Markgraf Christoph von Baden das Land in drei Teile aufgeteilt. Nach dem Tode von Philipp (1533) teilten seine Brüder Bernhard und Ernst dessen Anteil unter sich auf und begründeten die beiden Linien Baden-Baden (Bernhardinisch) und Baden-Durlach (Ernestinisch).
Im Zuge der oberbadischen Okkupation (1594–1622) war es unter den baden-durlachischen Markgrafen Ernst Friedrich (bis 1604) und Georg Friedrich zu einer zeitweiligen Wiedervereinigung gekommen.
Mit dem Erbvertrag der 1765 zwischen den Markgrafen Karl Friedrich und August Georg wurden die Voraussetzungen für die Wiedervereinigung geschaffen, die dann 1771, nach dem Tode August Georgs, erfolgte.
Seit seinem Regierungsantritt hatte sich August Georg um eine akzeptable Nachfolgeregelung bemüht. Da zu erwarten stand, dass Baden-Baden nach seinem Tod an Baden-Durlach fallen würde, handelte er mit Karl Friedrich einen Erbvertrag aus, der 1765 unterzeichnet wurde. Der Erbvertrag sah vor, dass die meisten Besitzungen Baden-Badens an Baden-Durlach fallen sollten. Lediglich die böhmischen Besitzungen, die Sibylla Augusta eingebracht hatte, fielen an deren Verwandtschaft. Die Ortenau, die Ludwig Wilhelm als Reichslehen erhalten hatte, fiel an den Kaiser zurück. Der Vertrag sah weiterhin vor, dass die überlebenden Mitglieder der markgräflichen Familie mit ihrem Hofstaat finanziell abgefunden würden und dass die Besitzstände der katholischen Institutionen, etwa des Klosters Lichtenthal oder des Stifts Baden-Baden, erhalten blieben.
Karl Friedrich bat Preußen, England und Dänemark, die Durchführung des Erbvertrages zu garantieren. August Georg wandte sich in dieser Sache an den Papst, den Erzbischof von Mainz und Erzherzogin Maria Theresia von Österreich. In Wien riet allerdings der von Kaiser Franz I. eingeschaltete Reichshofrat von einer Bestätigung des Erbvertrages ab. Nach August Georgs Tod am 21. Oktober 1771 ritt Karl Friedrich in Rastatt ein. Er nahm sein Erbe in Besitz und verpflichtete die Beamtenschaft Baden-Badens auf sich.

### Rechtswesen und öffentliche Verwaltung
Karl Friedrich war sich bewusst, dass die wirtschaftliche Entwicklung seines Herrschaftsgebietes auch eine effektive und willkürfreie Verwaltung voraussetzte.
Die öffentliche Verwaltung wurde durch Kontrolle besser gegen Amtsmissbrauch, Korruption und Unterschlagung gesichert. Die fixe Besoldung der Beamten löste sukzessive die Abhängigkeit von Sporteln ab, was für den Bürger die Verwaltungsvorgänge beschleunigte und verbilligte. 1784 regelte eine Verordnung das Notarwesen und verlangte eine Zulassung der Notare durch die Hofgerichte. 1809 erkannte das Judenedikt die jüdische Religionsgemeinschaft an und machte sie zu einer Körperschaft des öffentlichen Rechts, wodurch zugleich die Autonomie der Gemeinden endete, die nun der Aufsicht des neugeschaffenen Oberrats der Israeliten Badens unterstellt wurden. Außerdem verlieh das Edikt, aufbauend auf den Regelungen der Konstitutionsedikte von 1807–1809 zur jüdischen Emanzipation, den Juden staatsbürgerliche Rechte, wenn auch mit Einschränkungen und abhängig von der Assimilationsbereitschaft, und erlegte ihnen bürgerliche Pflichten auf (Wehr- und Schulpflicht, Tragen eines bürgerlichen Namens). So wurde der langwierige Prozess zur vollständigen rechtlichen Gleichstellung der badischen Juden, die erst 1862 nahezu erreicht wurde, in Gang gebracht.

#### Bürgerliches Recht
Das bürgerliche Recht basierte zunächst noch auf römischem, kanonischem und gemeinem deutschen Recht. Speziell galt in Baden-Durlach noch immer das badische Landrecht von 1622. Spürbare Rechtslücken wurden zur Beseitigung von Rechtsunsicherheit durch Spezialgesetze geschlossen.
Für einen Kleinstaat wie die Markgrafschaft war es nicht denkbar, ein eigenes Rechtssystem aufzustellen, weshalb die Schaffung des Code civil in Frankreich auch als Chance zur Modernisierung des Rechtssystems gesehen wurde und der Druck Napoleons wohl lediglich die Übernahme dieses Rechts durch deutsche Kleinstaaten beschleunigt hat.
Hofrat Brauer adaptierte 1807–1809 den französischen Code civil auf badische Verhältnisse. Dieses badische Landrecht stellte in den vielerlei historischen Gebieten, die nun zum Großherzogtum Baden vereinigt waren, einen einheitlichen Rechtsrahmen her; es galt bis 1899.

## Karl Friedrich und die Katholiken
In der seit Karl II. (1556) protestantischen Markgrafschaft Baden-Durlach stellten die Katholiken eine kleine Minderheit dar (ca. 5 %) – nur eine Handvoll Gemeinden war katholisch. Immerhin war ihnen in der Residenzstadt Karlsruhe die Abhaltung von Gottesdiensten gestattet und 1768 durften sie dort ein Bethaus einrichten. Der Markgraf finanzierte jedoch zu Beginn seiner Regierungszeit noch die Bekehrung von Katholiken.
Nach der Vereinigung der Markgrafschaften Baden-Durlach (protestantisch) und Baden-Baden (katholisch) stellte die Integration der neu angefallenen katholischen Gebiete für den protestantischen Landesfürsten eine der großen Herausforderungen dar.
Generell gab es unter Karl Friedrich keine Benachteiligung der Katholiken, er übernahm jedoch nur je zwei Hofräte und Hofkammerräte des Rastatter Hofes.
Zum Ende seiner Regierungszeit hatte sich seine tolerante Grundhaltung auf die Bürger übertragen und Karl Drais berichtet: „Viele Amtmänner und Seelsorger beider Bekenntnisse, wirkten mit Vernunft auf ihre Untergebenen, so dass der blinde Eifer einzelner Zeloten in leeren Dunst verging.“
Dies wirkt sich in Baden auch heute noch auf den Umgang der Konfessionen miteinander aus.

### Der Syndikatsstreit 1777–1789
Der Fürstbischof von Speyer, August von Limburg-Stirum, hatte bereits während der Vorverhandlungen zum Erbvertrag gegen diesen interveniert. Nach der Vereinigung der badischen Markgrafschaften konnte er die verwitwete Markgräfin von Baden-Baden, Maria Viktoria, für seine Sache gewinnen, eine Art Protektor der katholischen Bevölkerung in Baden zu werden.
Maria Viktoria finanzierte eine Klage, die die Stadt Baden-Baden (zunächst noch gemeinsam mit anderen Städten) 1777 vor dem Reichshofrat gegen Karl Friedrich einreichte. Dabei wurde die Ansicht dargelegt, dass durch die Aufhebung der alten Regierung der Markgrafschaft Baden-Baden in Rastatt das Recht der katholischen Untertanen auf katholische Regierungsbehörden verletzt würde und die Gefahr einer Religionsunterdrückung bestünde. Als Rechtsvertreter der katholischen Opposition wurde ein Syndikus eingesetzt, der ein Bediensteter des Bistums Straßburg war und keine Zulassung in Baden hatte. Nachdem er zusammen mit den Klägern auch Gemeindeversammlungen einberief, untersagte ihm die markgräfliche Regierung die Tätigkeit und forderte die Kläger auf, sich einen anderen Rechtsvertreter zu suchen. Diese führten nun wegen dieser Behinderung eine weitere Klage beim Reichshofrat, und dieser verfügte am 30. März 1779, dass die Behinderung des Syndikus unzulässig sei. Am 6. April 1780 wurde sogar die Durchsetzung der Verfügung durch kaiserliche Zwangsmaßnahmen angedroht. Damit gewann die Angelegenheit eine grundsätzliche Bedeutung, da in die Souveränität eines Reichsstandes eingegriffen wurde. Der in der Sache der Mitwirkung der katholischen Minderheit grundsätzlich kompromissbereite Markgraf wollte einen solchen Eingriff nicht hinnehmen. Er bestritt die Zuständigkeit des Reichshofrats in dieser Angelegenheit und rief den Reichstag an. Die Reichsstände bereiteten einen Beschluss zur Unterstützung des Markgrafen vor, und die Garantiemächte des Erbvertrages – insbesondere Friedrich II. von Preußen, aber auch die Könige von England, Schweden und Dänemark – intervenierten ebenfalls zu seinen Gunsten, womit der Konflikt eine europäische Dimension erreichte. Der Reichshofrat hielt sich nun zurück und die Angelegenheit wurde durch Beschluss vom 7. April 1789 praktisch beendet, da nun auch die Legitimation der Kläger in Zweifel gezogen wurde. Nachdem sich 1790 Karl Friedrich auch mit dem Fürstbischof von Speyer über die Rechte der Diözese einigte, war der Konflikt definitiv beigelegt und das Verhältnis der Katholiken zum Markgrafen verbesserte sich deutlich.

## Karl Friedrich und die Physiokratie

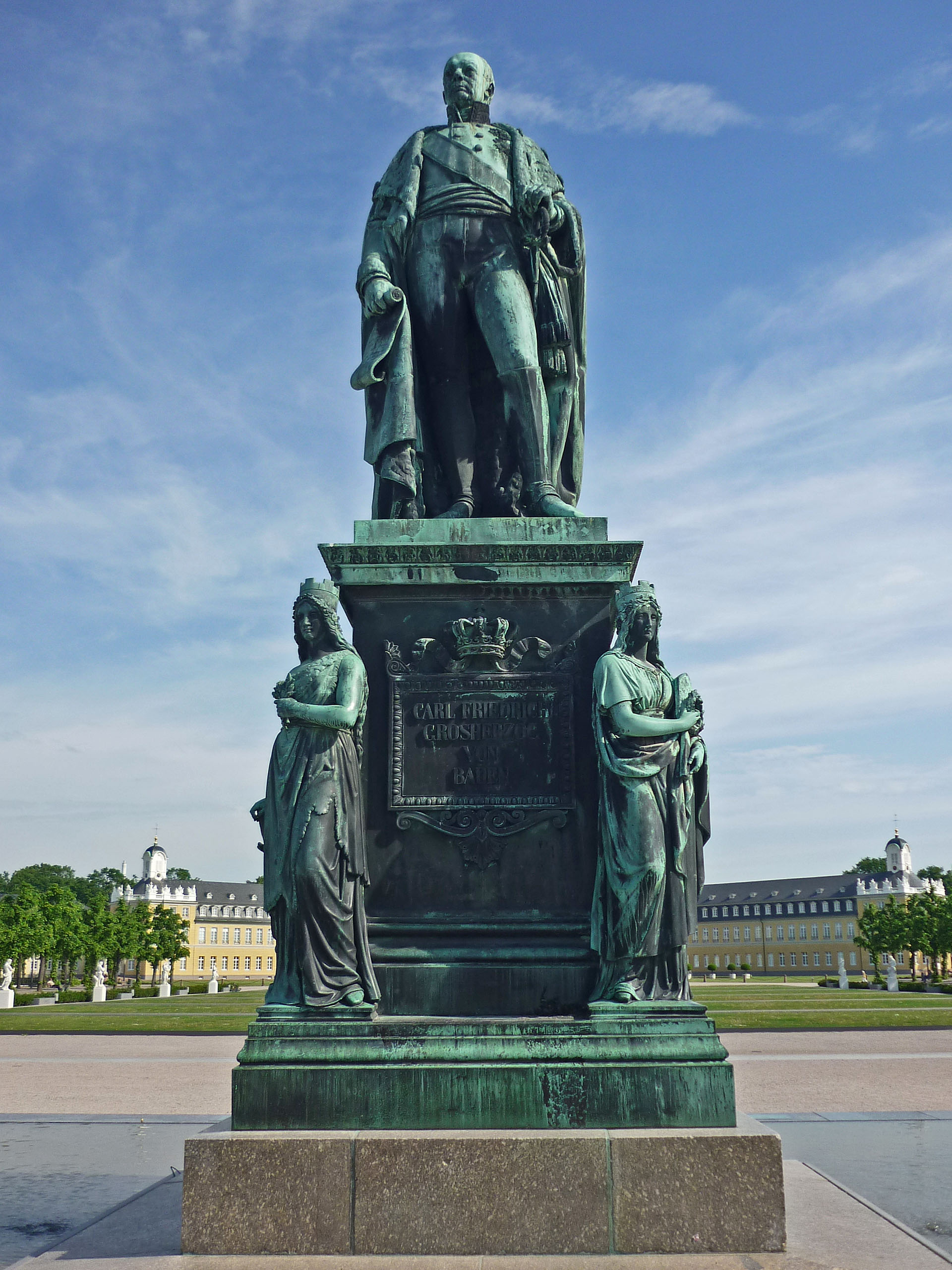
Statue vor dem Schloss Karlsruhe

Der Markgraf wurde aufgrund des Studiums der französischen Physiokraten, insbesondere Mirabeau und Du Pont, ein Anhänger dieser Ideen. 1769 begann Karl Friedrich einen Briefwechsel mit Mirabeau. Im Sommer 1771 reiste der Markgraf nach Paris, wobei er Mirabeau und Dupont auch persönlich kennenlernte. Mit Dupont befand sich der Markgraf weiter in regem Austausch und 1773 besuchte Dupont den Karlsruher Hof.
Karl Friedrich schrieb selbst eine Zusammenfassung der physiokratischen Ideen mit dem Titel „Abrégé des principes de l’économie politique“, die Mirabeau 1772 in Paris bekannt machte.
Das rege Interesse des Markgrafen an der Nationalökonomie ist auch durch Johann Wolfgang von Goethe bezeugt, der 1775 auf seiner Reise in die Schweiz kurz am Karlsruher Hof verweilte:
„Der regierende Herr Markgraf, als einer der fürstlichen Senioren, besonders aber wegen seiner vortrefflichen Regierungszwecke unter den deutschen Regenten hoch verehrt, unterhielt sich gern von staatswirthlichen Angelegenheiten.“
1763 berief Karl Friedrich den führenden deutschen Vertreter der Physiokratie, Johann August Schlettwein als Kammer- und Polizeirat an den Hof nach Karlsruhe.
Beide, Karl Friedrich und Schlettwein, waren bestrebt auf Basis dieser Ideen praktische Verbesserungen in der Landwirtschaft zu erzielen. So wurde der weltweit einzig bekannte Versuch der Einführung des physiokratischen Systems in den drei badischen Dörfern Dietlingen, Bahlingen und Teningen lanciert und dort die „Einsteuer“ (französisch impôt unique) eingeführt.
In Dietlingen begann der Versuch 1770 und wurde nach einer Modifikation (1795) im Jahre 1801 definitiv abgebrochen. In Bahlingen und Teningen begann der Versuch 1771 und wurde bereits 1776 wieder beendet.
Schlettwein verließ den Hof bereits 1773, da er nach Differenzen mit Dupont glaubte, nicht mehr das Vertrauen des Markgrafen zu besitzen.

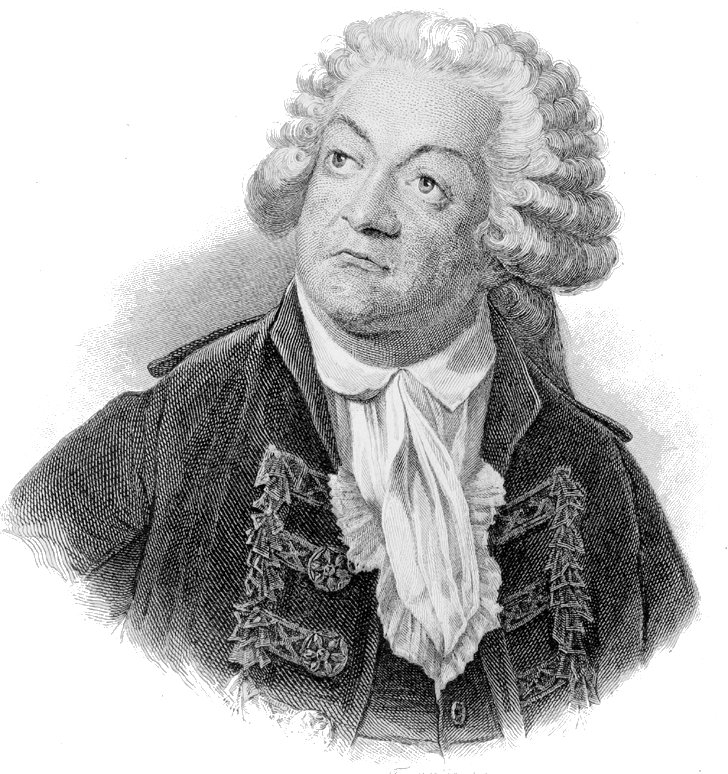
Gabriel de Riqueti Graf von Mirabeau
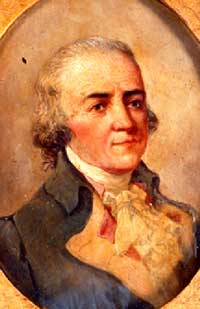
Pierre Samuel du Pont de Nemours
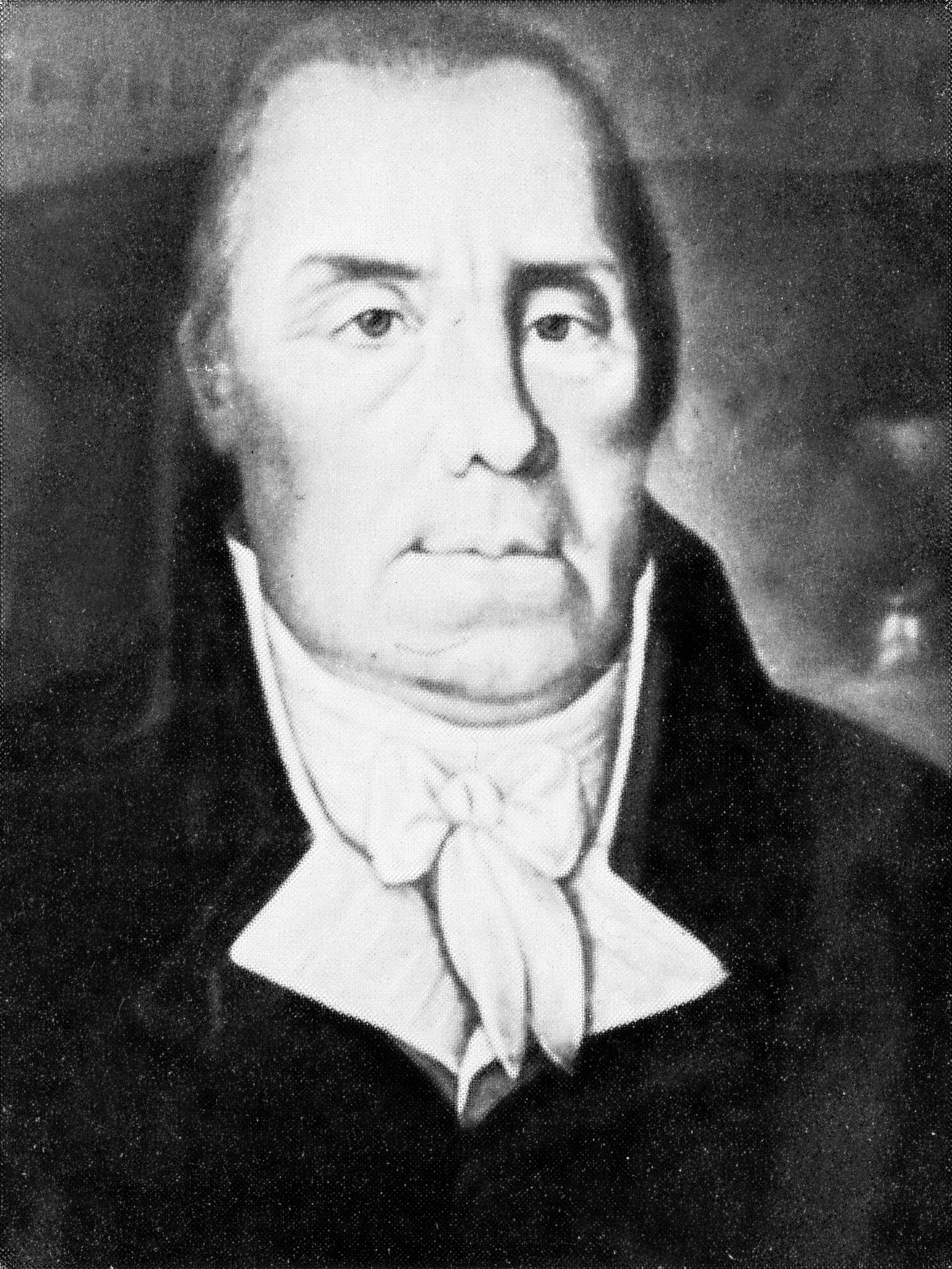
Johann August Schlettwein

## Ehrungen
- 1805 wurde die im Auftrag Karl Friedrichs als staatlich finanzierte Lehranstalt reorganisierte Universität Heidelberg zu Ehren ihres Neugründers und Rektors Ruperto Carola, heute Ruprecht-Karls-Universität Heidelberg, genannt.
- 1844 wurde die zentrale Fächerstraße in Karlsruhe in Karl-Friedrich-Straße umbenannt.
- 1907, anlässlich des 300. Mannheimer Stadtjubiläums und des 100-jährigen Bestehens als (aus drei konfessionellen Vorgängerschulen) „Vereinigtes Lyceum“, erhielt das  „Großherzogliche Lyceum“ in Mannheim zu Ehren seines Gründers Karl Friedrich von Baden den Namen Karl-Friedrich-Gymnasium.
- 1911 wurde in Lörrach die Grünfläche „Karl-Friedrich-Anlage“ dem Großherzog zu Ehren benannt
- 1844 ließ Großherzog Leopold von Baden auf dem Karlsruher Schlossplatz das von Ludwig Schwanthaler geschaffene Großherzog-Karl-Friedrich-Denkmal errichten.[21]

## Titel
- 1738–1803: Markgraf zu Baden und Hochberg, Landgraf zu Sausenberg, Graf zu Spontheim und Eberstein, Herr zu Rötteln, Badenweiler, Lahr und Mahlberg etc.
- 1803–1806: Markgraf zu Baden und Hochberg, Herzog zu Zähringen, des hl. Römischen Reichs souveräner Kurfürst, Pfalzgraf bei Rhein, Landgraf im Breisgau, zu Sausenberg und in der Ortenau usw.[22]
- Ab 1806: Großherzog von Baden, Herzog von Zähringen[23]

Er war Großmeister des Ordre de la Fidélité, Ritter des Schwarzen und des Roten Adlerordens und Träger des Grand Aigle der Ehrenlegion.

## Schriften
- Constitutions-Edict, Karlsruhe 1807 Digitalisat
- Hof-Ordnung, Karlsruhe, 1750 Digitalisat der UB Freiburg
- Des … Markgrafen von Baden Karl Friedrichs kurzgefaßte Grundsätze der Staatshaushaltung, Leipzig, 1783.
- Meine Antwort auf die Danksagung des Landes nach Aufhebung der Leibeigenschaft und einiger Abgaben, Macklot, Carlsruhe, 1783. in der Google-Buchsuche
- Neujahrsgeschenk an meine Mitbürger, Helvetien, 1785.
- Abrégé des principes de l’économie politique, Karlsruhe, 1786, (französische Ausgabe der Grundsätze der Straatshaushaltung) Digitalisat der Bayerischen Staatsbibliothek
- Politische Correspondenz Karl Friedrichs von Baden 1783–1806, herausgegeben von der Badischen Historischen Commission, bearbeitet von Bernhard Erdmannsdörffer und Karl Obser, 6 Bände, Heidelberg 1888–1915 (Links auf Digitalisate auf wikisource) Bernhard Erdmannsdörffer